# Hakima bint Muhammad Jawad

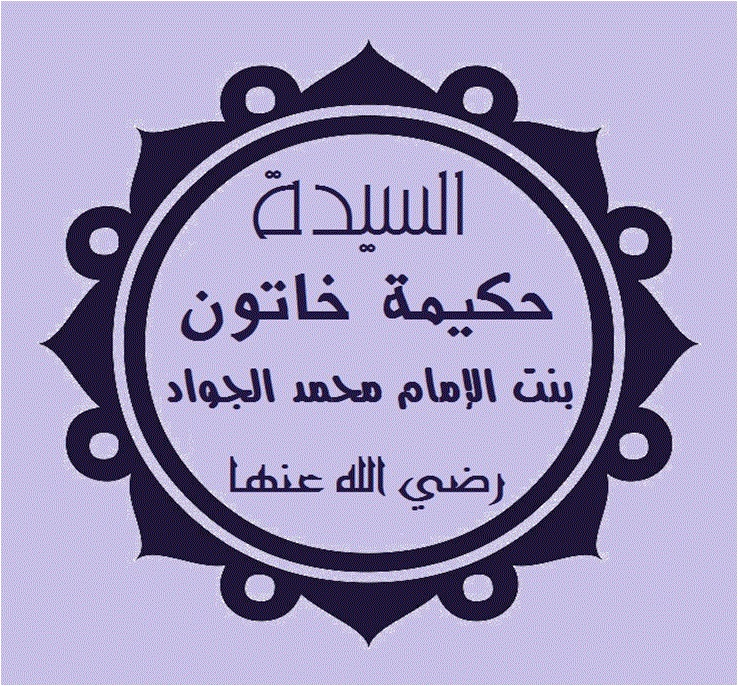
Sayyida Hakima Khatun (Damen), dotter till Imam Jawad på arabiska.

Hakima bint Muhammad Jawad (arabiska: حکیمة بنت محمد الجواد) var dotter till den nionde shiaimamen Muhammad Jawad al-Taqi. Enligt imamiterna levde hon samtidigt som de sista fyra shiaimamerna; Imam Jawad, Imam Hadi, Imam Askari och Imam Mahdi. Hon levde ända till den stora fördoldheten och gick bort år 887-888. Enligt shiamuslimska källor bevittnade Hakima den tolfte imamens födsel och träffade även honom under den lilla fördoldheten, och hon har återberättat hadither från imamen. Hon anses av shiitiska lärda och historiker ha varit en from person. Hennes grav ligger i Samarra i den heliga helgedomen al-'Askariyayn.